# Maison Géry
Pour les articles homonymes, voir Géry (homonymie).
La maison Géry est une maison remarquable de l'île de La Réunion, département d'outre-mer français dans le sud-ouest de l'océan Indien. Située dans le centre-ville de Saint-Denis au 23, rue Sainte-Anne, elle est inscrite aux Monuments historiques depuis le 26 janvier 2012. 
La maison fut édifiée en 1820, puis connut plusieurs adjonctions de pièces ; les sept toits recouvrant la maison témoignent de ces ajouts. Les travaux de recherche réalisés par Bernard Leveneur ont permis de retracer ces évolutions. 
Du fait de la présence de termites, la maison a fait l'objet de deux campagnes de rénovation d'une année chacune (2012 et 2014) durant lesquelles elle a été désossée, chaque pièce de bois abîmée étant remplacée à l'identique, avec les méthodes traditionnelles (sous contrôle et avec les conseils de l'architecte des bâtiments historiques). Les ferronneries et huisseries ont également été récupérées et les portes vitrées intérieures, restaurées avec du verre colonial (vitres transparentes irrégulières, donnant, à la vue, un aspect flou ou ondulé). Le mur de clôture a également été démonté et reconstruit à l'identique (pierres et mortier bâtard et chaux). Ces étapes de restauration ont permis de faire valoir le savoir-faire d'entreprises réunionnaises de charpente, menuiserie ou taille de pierre. 
Les dépendances en pierre de taille de 20 mètres de long (surface de 100 m2) seront prochainement restaurées et la cuisine ancienne, restaurée, avec le réaménagement du boucan (cuisine au feu de bois). 
La maison est ouverte à la visite (jardin, dépendances et varangue) par l'intermédiaire de l'office du tourisme intercommunal du nord (OTI) et ouverte chaque année pour les journées européennes du patrimoine.  